# Климат Мексики

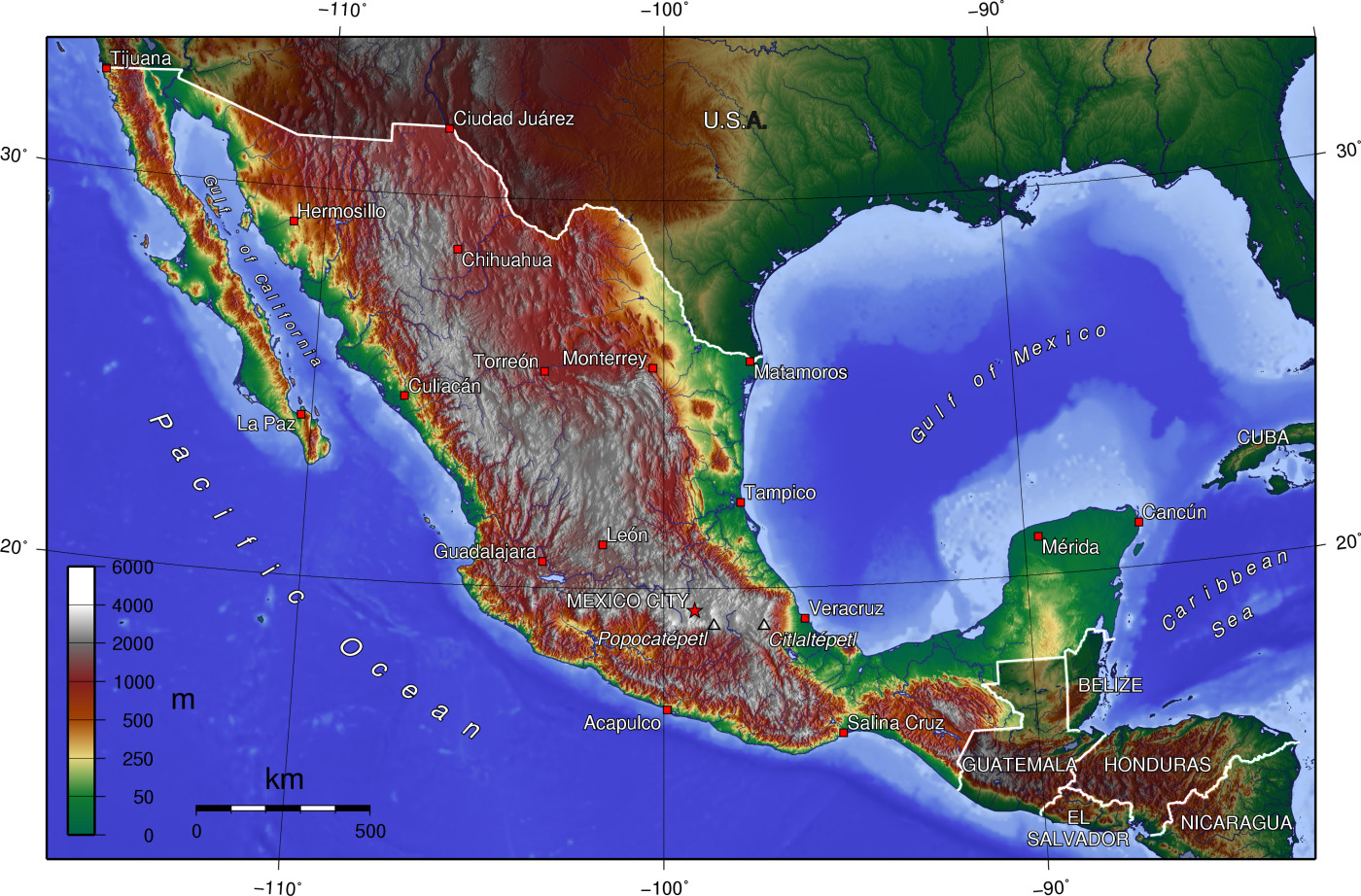
Топографическая карта Мексики

Климат Мексики тропический и субтропический.
Температуры в областях к северу от 24-й параллели в зимний период ниже (среднегодовые температуры составляют от 20 °C до 24 °C), в то время как в областях к югу температура относительно постоянна и зависит в основном от высоты — на высоте до 1000 м (южные части обеих прибрежных равнин и полуостров Юкатан) средняя температура находится в пределах от 24 °C до 28 °C.
На высотах от 1000 до 2000 м средняя температура лежит в пределах от 16 °C до 20 °C. Выше 2 тыс. метров температура снижается до диапазона 8 °C — 12 °C. В Мехико, который расположен на высоте 2300 м, средняя температура равна 15 °C.
Осадки на территории Мексики достаточно сильно зависят от времени года и района. Области с сухим климатом: Нижняя Калифорния, северо-западный штат Сонора, северное и часть южного нагорья. Уровень осадков в этих регионах составляет 300—600 мм/год и меньше. В большинстве населённых областей южной части нагорья, в том числе в Мехико и Гвадалахаре, среднегодовой уровень осадков равен 600—1000 мм/год.
Низкие прибрежные районы со стороны Мексиканского залива получают более 1000 мм осадков в год. В наиболее влажном регионе — юго-восточной части штата Табаско — выпадает около 2000 мм осадков в год. На севере плато и в горах Восточной и Западной Сьерра-Мадре иногда идёт сильный снег.
Мексика расположена в поясе ураганов, и все прибрежные районы подвержены их воздействию в период с июня по ноябрь. С тихоокеанской стороны ураганы возникают не так часто и не очень сильны. Несколько ураганов в год проходят по восточному берегу Мексики, принося с собой сильные ветра, дожди и разрушения. Ураган Гилберт в сентябре 1988 года прошёл прямо над городом Канкун, разрушив множество отелей, после чего добрался до северо-восточного побережья и вызвал наводнения в городе Монтеррей, которые явились причиной человеческих жертв.
Мексика относится к странам со значительными региональными климатическими различиями. Климат большей части Мексики (южнее северного тропика) — тропический, на севере — субтропический, очень изменчив в зависимости от характера рельефа. С востока и запада на территорию Мексики проникают влажные тропические воздушные массы, обильно орошают наветренных склонах гор.
Северо-западная территория страны — незащищенная от ветров, дующих из центральных частей Северной Америки, и имеет сухой континентальный климат. Таким образом, на сравнительно небольшом расстоянии можно найти прохладный климат высокогорных поясов и жаркий климат прибрежной равнины. Наиболее заметны климатические различия между штатом Дуранго, где фиксируются низкие (до −26 °C) и Мехикали (Нижняя Калифорния), где наблюдаются самые высокие их значения (до 50 °C). Средняя температура января колеблется от 10 °C на северо-западе до 25 °C на юге.
В связи с проникновением холодного воздуха на севере Мексиканского нагорья бывают морозы до −20 °C. Средняя температура июля от 15 °C в возвышенных равнинных частях нагорья до 30 °C на берегу Калифорнийского залива . Годовое количество осадков колеблется от 100—200 мм на севере и на наветренных склонах гор юга до 2000-3000 мм на южных склонах .
Жаркая влажная климатическая зона представлена на побережьях Мексиканского залива и Тихого океана. Температуры здесь колеблются между 15,6 °C и 40 °C. Жаркая засушливая область расположена между высотами 600 и 1800 м над уровнем моря, температуры колеблются от 16,7 °C в январе до 21,1 °C в июле. Прохладная климатическая зона размещается на высотах от 1830 до 2700 м.
Умеренный полувлажный климат характеризуется температурами от 10 °C до 20 °C и годовым количеством осадков до 1000 мм. Типичными сезонные снегопады, понижение температур ниже 0 °C. На высоте более 1500 м распространения данного типа климата зависит от широты местности.
Следующий тип климата — влажный жаркий и полувлажный жаркий. В соответствующих зонах сильные ливни наблюдаются в летний период, а иногда и в течение всего года. Среднее количество осадков достигает показателя 1500 мм / год. Температуры колеблются между 24 °C и 26 °C. Ареалы с данным типом климата сосредоточены на равнинных побережьях Мексиканского залива, Тихого океана, перешейке Теунтепек, на севере Чиапас и части полуострова Юкатан.
Тропический сухой климат внутренних регионов Мексики представлен рядом вариаций. Зоны его распространения — понижение между Западной и Восточной Сьерра — Мадре, высокогорные речные бассейны Бальсас и Палопаапан, отдельные регионы перешейке Теуантепек, полуостров Юкатан и штат Чьяпас. Климатические условия этих территорий чрезвычайно экстремальные в контексте засушливости и высоких температур.
Температура воды на тихоокеанском побережье в летний сезон поднимается до +27 °C , а в среднем за год она составляет + 25 °C. Воды Карибского моря немного теплее — в летнее время температура воды здесь составляет +29 °C.